# Cầu Bosch
Boschbrücke nằm ở München.

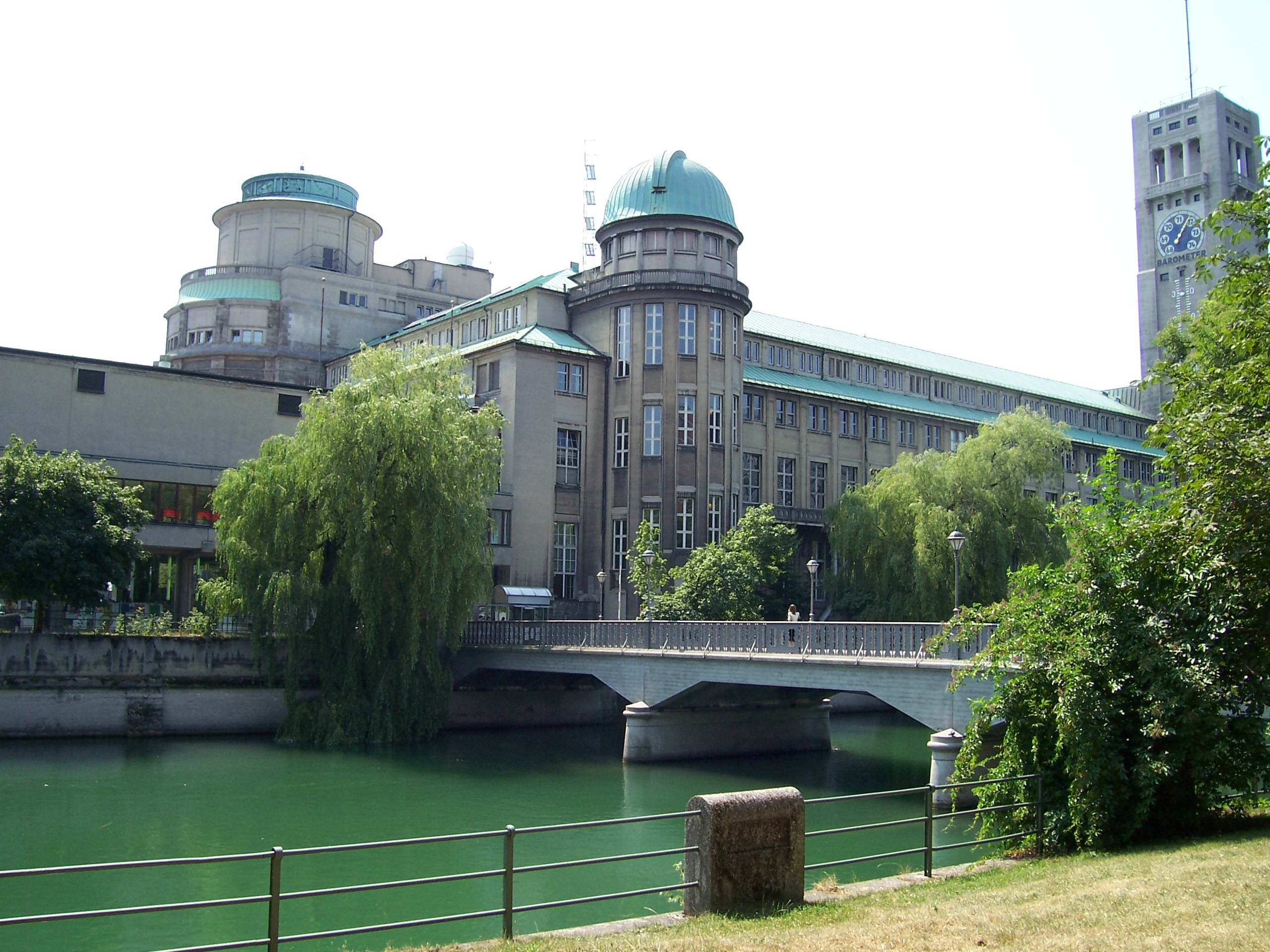
Boschbrücke trước Deutschen Museum

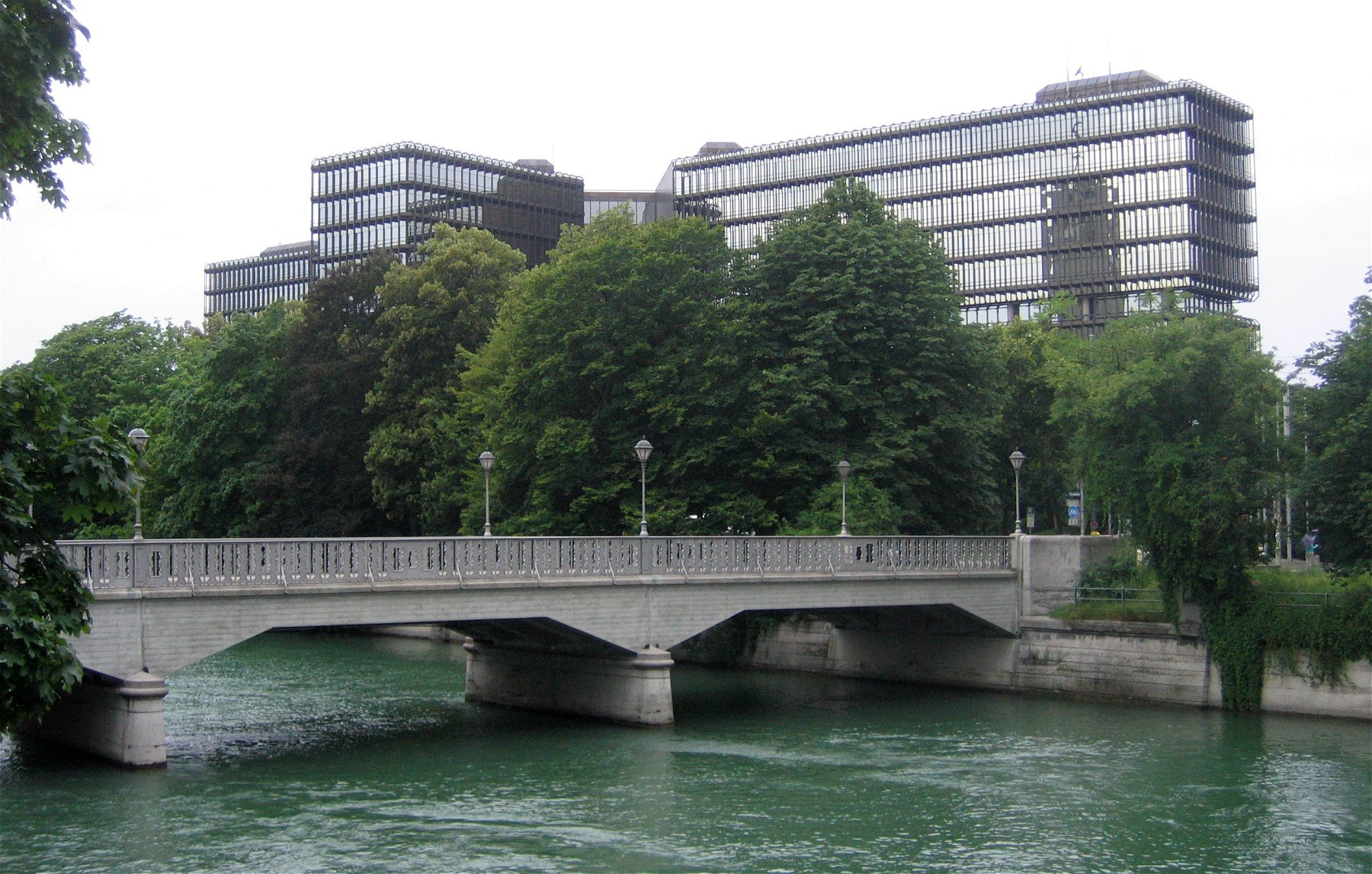
Boschbrücke với cơ quan cấp bằng sáng chế Âu châu

Cầu được xây vào năm 1925 để khai mạc Viện bảo tàng Đức và được đặt theo tên ông Johann Baptist Bosch (1873-1932), giám đốc cơ quan Xây cầu cống (Tiefbauamt). Nó dẫn từ bờ Tây của nhánh Isar chính tới Museumsinsel với Viện bảo tàng Đức. Từ đó dẫn cầu Zenneck bắc ngang Kleine Isar tiếp tục tới phía Đông. Phía Tây của cây cầu là tòa nhà của cơ quan cấp bằng sáng chế Âu châu.

## Sách báo
- Christine Rädlinger, Landeshauptstadt München, Baureferat (Hrsg.): Geschichte der Münchner Brücken. Verlag Franz Schiermeier, München 2008, ISBN 978-3-9811425-2-5.